# Daydream Tripper
「Daydream Tripper」（デイドリーム・トリッパー）は2006年4月26日にアニプレックスから発売されたU WAVEの1stシングル。規格品番：SVWC-7350。 

## 概要
TVアニメ『エンジェル・ハート』のエンディングテーマに起用された。
3曲目は冴羽獠の声を担当している神谷明、野上冴子の声を担当している麻上洋子の台詞が入っている。
本作はアニプレックスからのリリースではあるが、同年9月にM-TRESからリリースされた1stアルバム『U WAVE』に表題曲が収録されている。

## 収録曲
| #         | タイトル                                                      | 作詞      | 作曲      | 編曲                 | 時間  |
| --------- | ------------------------------------------------------------- | --------- | --------- | -------------------- | ----- |
| 1.        | 「Daydream Tripper -Angel Heart Mix-」                        | 森雪之丞  | 石井妥師  | 土橋安騎夫、石井妥師 | 6:36  |
| 2.        | 「Daydream Tripper -Angel Heart Mix- (オリジナル・カラオケ)」 |           | 石井妥師  | 土橋安騎夫、石井妥師 | 6:38  |
| 3.        | 「XYZ Ryo's Bar Reserved for Two+α」                          |           |           |                      | 9:07  |
| 合計時間: | 合計時間:                                                     | 合計時間: | 合計時間: | 合計時間:            | 22:21 |

## 収録アルバム
- U WAVE (#1)
- U30 Contract TAKASHI UTSUNOMIYA ANTHOLOGY 1992-2023 (#1)